# コーンズ
コーンズ・アンド・カンパニー・リミテッド（Cornes & Co., Ltd. ）は、東京を拠点とする、外資系（香港資本）の総合商社である。

## 概要
事業内容は、日本国内における農業機械、産業機械、香料、電子デバイスの輸入、高級乗用車（ロールス・ロイス、ベントレー、フェラーリ、ランボルギーニ）の販売、 保険代理業、環境関連事業などである。1950年代にはデ・ハビランド DH.106 コメットなどの航空機を扱っていたほか、2000年代まではロールス・ロイス、ベントレーとフェラーリの輸入元にもなっていた。

## 歴史
- 1861年 - William Gregson AspinallとFrederick CornesがAspinall, Cornes & Co.を神奈川県・横浜で創業。
- 1873年 - Aspinallが退社し、Cornes & Co.となる。
- 1946年 - 香港の会徳豊有限公司（會德豐有限公司）により買収される。
- 1985年 - 香港の香港九竜貨倉有限公司（当時、現九竜倉グループ（英語版））により買収されるが、その後に独立。
- 2018年 - 子会社のコーンズエージーをオリックスに譲渡。

## 事業内容

### 輸入自動車販売

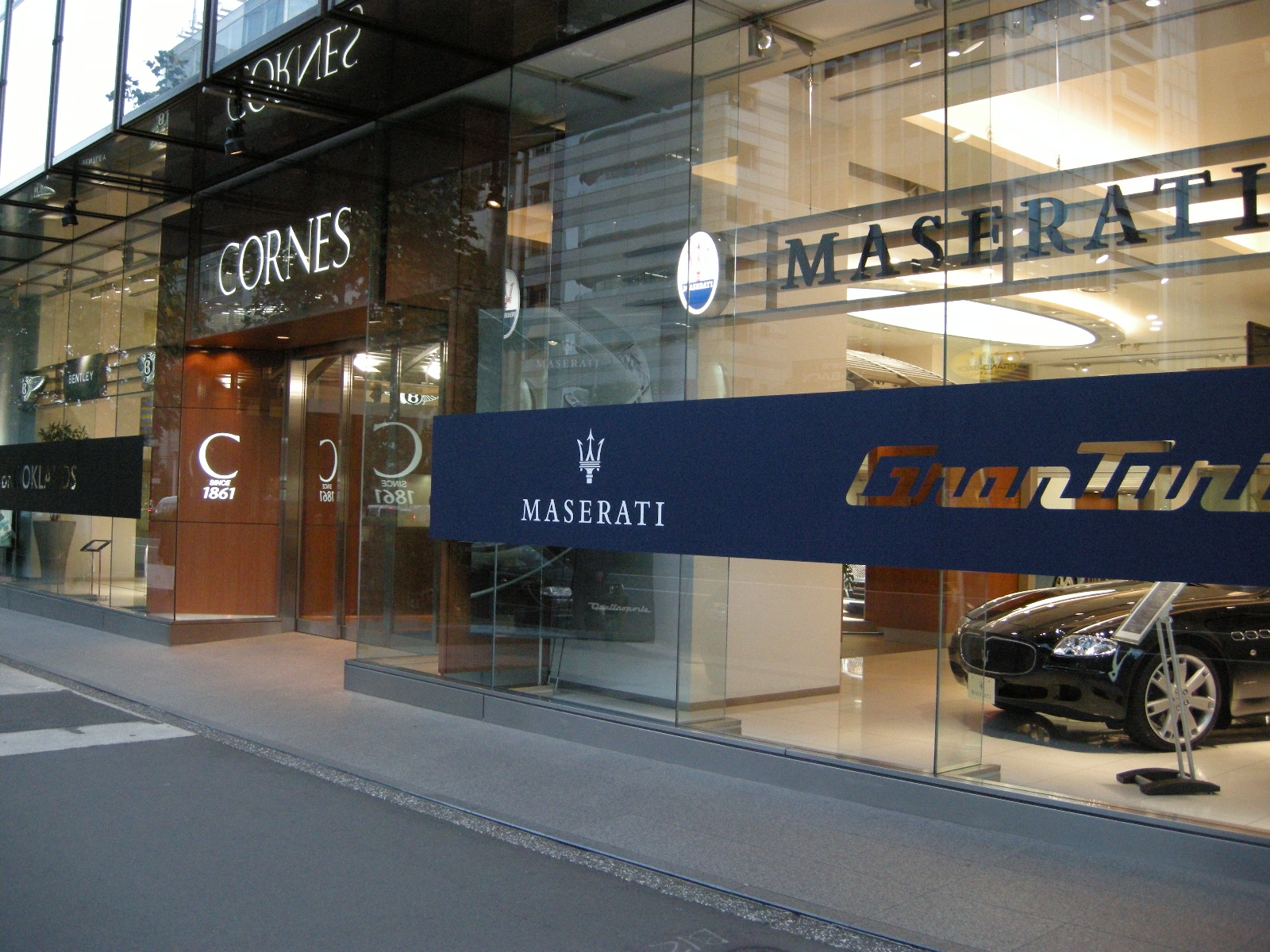
青山ショールーム

子会社のコーンズ・モータース、が東京都港区芝や南青山、名古屋、大阪地区に直営のショールームとサービスセンターを構え販売と修理などを行っている。また、大阪サービスセンターが、2009年夏に東大阪市から大阪市南港地区へ移転した。建物の設計は丹下憲孝である。現在は、以下のブランドの車種を取り扱う。
- ロールス・ロイス - 日本における販売代理店である。1964年から2001年までは、日本への輸入権を所有していた。2001年以降は、フォルクスワーゲングループジャパンが日本への輸入者となっている。2004年以降はロールス・ロイス・モーター・カーズリミテッドが輸入元である。

- ベントレー - 日本における販売代理店である。1964年から2001年までは、日本への輸入権を所有していた。

- フェラーリ - 日本における販売代理店で、東京、大阪、名古屋にショールームとサービスセンターを構える。フェラーリが日本法人のフェラーリジャパンを設立する2008年まで日本への輸入権を所有していた[1]。

- ランボルギーニ - 2013年6月8日より青山ショールームにて取り扱いを開始。

- ポルシェ - 東京スバルが運営していた「ポルシェセンター浜田山」を譲受。運営子会社「株式会社CPS」を設立し2018年10月1日より取り扱いを開始。

過去には、アルファロメオ、フィアット、アストンマーティン、ローバー、マセラティを取り扱っていたこともある。

### 農業機械販売
かつての子会社のコーンズエージー（主に酪農・農業機械を取り扱う子会社）では、ランボルギーニ製のトラクターを輸入していた（機体そのものは、SAME製トラクターのOEM）。ジョンディアと並ぶ大型・高出力トラクターで、価格は1千万円以上。

### 保険代理業
1864年より引受代行業を行い、現在は企業分野の損害保険・生命保険の募集代理店業務を行っている。ロイズの日本における代理店である。

### ドライビングクラブ
2023年7月29日、アジア初となる会員制ドライビングコース「THE MAGARIGAWA CLUB」を千葉県南房総市に開業した。

## 広報・宣伝活動
- あぶない刑事シリーズ - 劇用車として「フォーエヴァー」ではマセラティ・ギブリを、「まだまだ」ではマセラティ・クアトロポルテを車両提供
- 東京ヴェルディ1969 - かつてのチームスポンサー

## 参考
- by Burrit Sabin / tea, silk and serendipity, ACCJ Template-October-2nd.Proof (Page 22 - 23) - ウェイバックマシン（2007年9月27日アーカイブ分）- 欧米人の視点による社史（在日米国商工会議所）